# Поводи
Пово́ди — село в Україні, у Кобеляцькій міській громаді Полтавського району Полтавської області. Населення становить 15 осіб.

## Географія
Село Поводи знаходиться на відстані 1,5 км від сіл Морози та Коваленківка.

## Історія
Раніше село називалося Дриждеві Хутори та відносилося до  Кобеляцького повіту. 
У 1869 році збудована церква на честь Вознесіння Господнього, на мурованому цоколі, з прибудованою дзвіницею, холодна.
12 червня 2020 року, відповідно до розпорядження Кабінету Міністрів України № 721-р «Про визначення адміністративних центрів та затвердження територій територіальних громад Полтавської області», село увійшло до складу Кобеляцької міської громади.
19 липня 2020 року, в результаті адміністративно - територіальної реформи та ліквідації Кобеляцького району, село увійшло до складу новоутвореного Полтавського району Полтавської області.